# Sannella otiosa
Sannella otiosa är en insektsart som beskrevs av Irena Dworakowska 1982. Sannella otiosa ingår i släktet Sannella och familjen dvärgstritar.
Artens utbredningsområde är Nepal. Inga underarter finns listade i Catalogue of Life.